# Trabucco

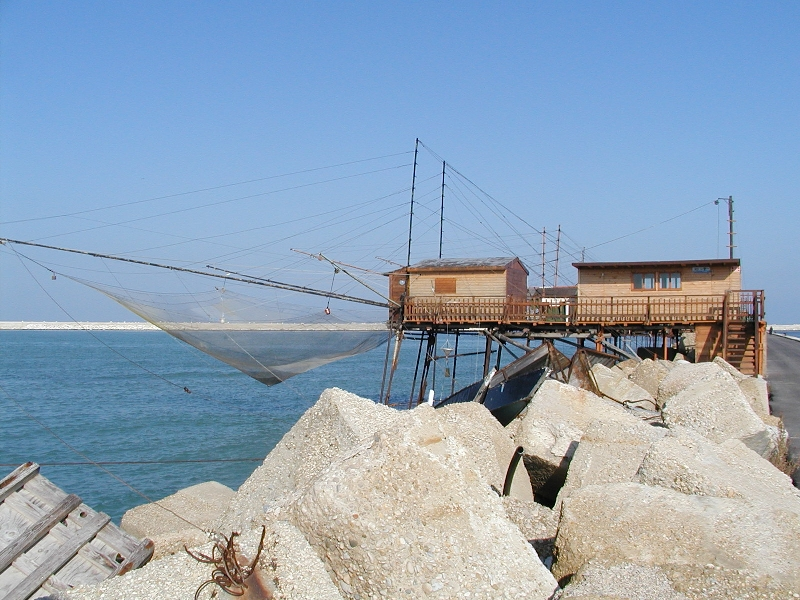
Ein Trabucco im Hafen von Pescara

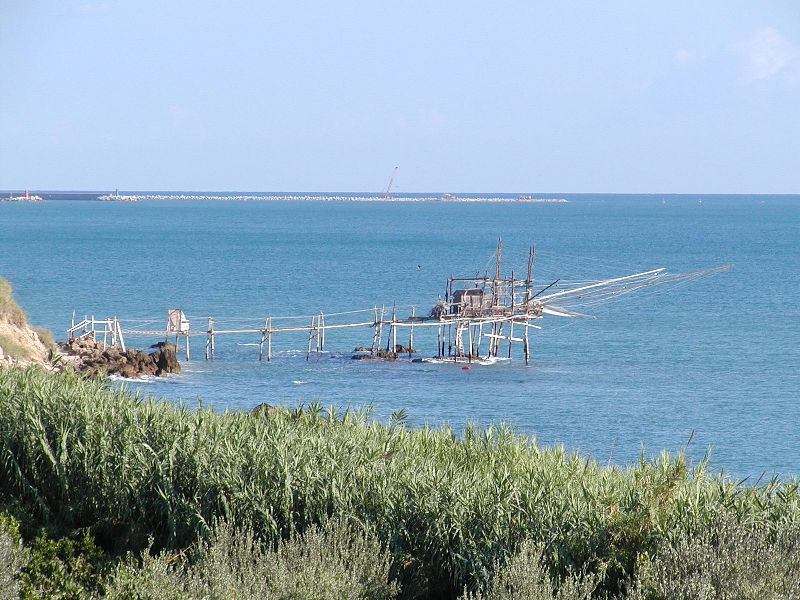
Einer der wenigen alten Trabucchi bei San Vito Chietino

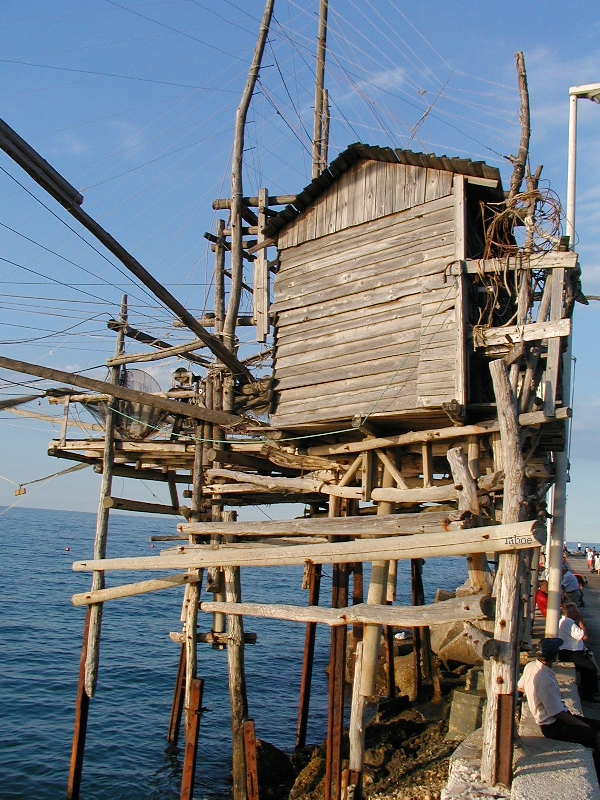
Ein Trabucco am Hafen von San Vito Chietino

Trabucco oder auch Trabocco (italienisch Trabokko ausgesprochen, meist im Plural als Trabucchi oder Trabocchi bezeichnet) ist ein an der abruzzesischen Küste der Adria zum Fischfang errichteter Pfahlbau. Der deutsche Begriff lautet Fischergalgen oder Fischwaage. Die „Costa dei Trabocchi“, an der noch zahlreiche dieser Fischerbauten zu sehen sind, liegt zwischen den Städten Pescara, Ortona, San Vito Chietino sowie Vasto und San Salvo. Sie kommen ebenfalls in Apulien auf der Halbinsel Gargano vor.

## Zweck
Zweck dieser Konstruktion ist es, ein großes rechteckiges Netz gleichmäßig horizontal abzusenken und nach einiger Zeit wieder heraufzuziehen. Die Trabucchi wurden an besonders geeigneten Küstenabschnitten errichtet und zwar an Stellen, an denen von der Meeresströmung begünstigt, Fischschwärme vorbeiziehen. Als Baumaterial diente das Holz von Edelkastanien, das sehr dauerhaft ist, und Robinien, dessen Widerstandsfähigkeit eine Belastung bis zu 250 kg/cm² zulässt. Alle Elemente sind ursprünglich nur mittels Schnüren verbunden, wodurch die notwendige Beweglichkeit und Haltbarkeit der Konstruktion gewährleistet ist. Heutzutage werden die Trabucchi mit Stahlpfählen und Nieten verstärkt. Geld für eine historisch korrekte Restaurierung ist nicht vorhanden. Die Trabucchi sind eine von widrigen Wetter- und Meeresverhältnissen unabhängige Form des Fischfangs.

## Geschichte
Im Mittelalter bauten sich Bauern oder Schäfer aus Holz und Seilen an der Küste über dem Wasser kleine Hochstände, um mit Netzen Fische zu fangen. Aus angespülten Materialien entstanden die ersten Bauten, um Wurfnetze gut auswerfen zu können. Auf Pfählen, die im Wasser in den Boden gerammt und mit Seilen am Ufer oder anderen Pfählen fixiert werden, wird eine kleine Plattform gebaut. Auf dieser Plattform wurden weitere Pfähle errichtet, um aus gespannten Seilen eine flexible, aber haltbare Konstruktion zu erschaffen, die große Senknetze und das Gewicht beim Heraufziehen halten und verteilen sollten. Je nach Küstenbeschaffenheit und Wassertiefe wurden verschiedene einfache, auf Versuch und Irrtum beruhende Konstruktionen eingesetzt. Erfahrungen aus Zerstörungen durch Stürme oder Wellenschlag zeigen, dass starre Verbindungen, fixiert mit Nägeln oder Schrauben, nicht die notwendige Beweglichkeit eines Seilknotens ersetzen konnten.
Der Ursprung der ersten Trabocchi ist umstritten: Einige Quellen gehen auf das Jahr 1200 zurück, während andere, darunter der Gelehrte und Abruzzese Pietro Cupido, die These aufstellen, dass die ersten Strukturen um 1630 auftauchten. Nach einigen Erzählungen handelte sich bei den ersten Erbauern um aus Deutschland und Frankreich vertriebene Juden, die an unserer Küste Zuflucht fanden und ihr Handwerk und ihre Fähigkeiten mitbrachten. Sie ließen sich zwischen Marina di San Vito und Rocca San Giovanni nieder, das von Erdbeben und Tsunamis heimgesucht wurde und praktisch unbewohnt war. Die glaubwürdigste Version geht jedoch davon aus, dass die ersten Trabocchi zwischen dem 18. und 19. Jahrhundert gebaut wurden und entgegen der Erwartung einen ganz anderen Zweck als die Fischerei hatten. Um die Jahrhundertwende starteten die Bourbonenherrscher der Region eine groß angelegte Kampagne zur Rodung und Kultivierung von Land in Mittelitalien, was zu einem Überangebot an Holz und anderen Handelsgütern führte. Studien deuten darauf hin, dass der Mangel an Fernstraßen entlang der Adriaküste den Bau dieser Plattformen veranlasste. Sie dienten zum Anlegen von Küstenhandelsschiffen, die dann Holz und andere landwirtschaftliche Produkte zu Märkten in Dalmatien, dem Königreich Neapel und der Republik Venedig transportierten.

## Gegenwart
Heute gibt es nur noch wenige Trabocchi an der Adriaküste, sie bestehen heute in Pescara zum großen Teil aus Eisenstangen und einem stabilen Eisengerüst als Fundament, auf dem eine Hütte zum Fischen und/oder zum Übernachten gesetzt wurde. Einige der großen Trabocchi dienen heute als Wochenendhaus oder als kleine Fischrestaurants. In Pescara wird immer häufiger beobachtet, dass sie ein Raub der Flammen werden. Auf dem Gargano sind sie geschützt, aber laut Aussagen von Einheimischen sind nur mehr wenige in Verwendung und es gibt auch niemanden mehr, der welche bauen könne.
Versteckt an der Steilküste bei Ortona und Vasto sind verschiedene filigrane originale Holz-Trabocchi mit langen dünnen Stangen erhalten, die nur über ebenso lange dünne Stege zu erreichen sind.

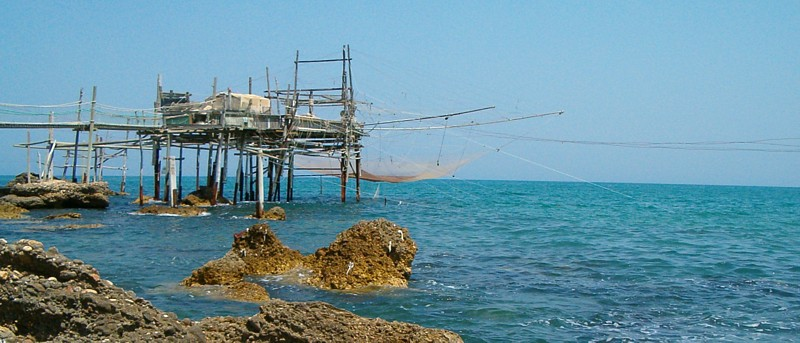
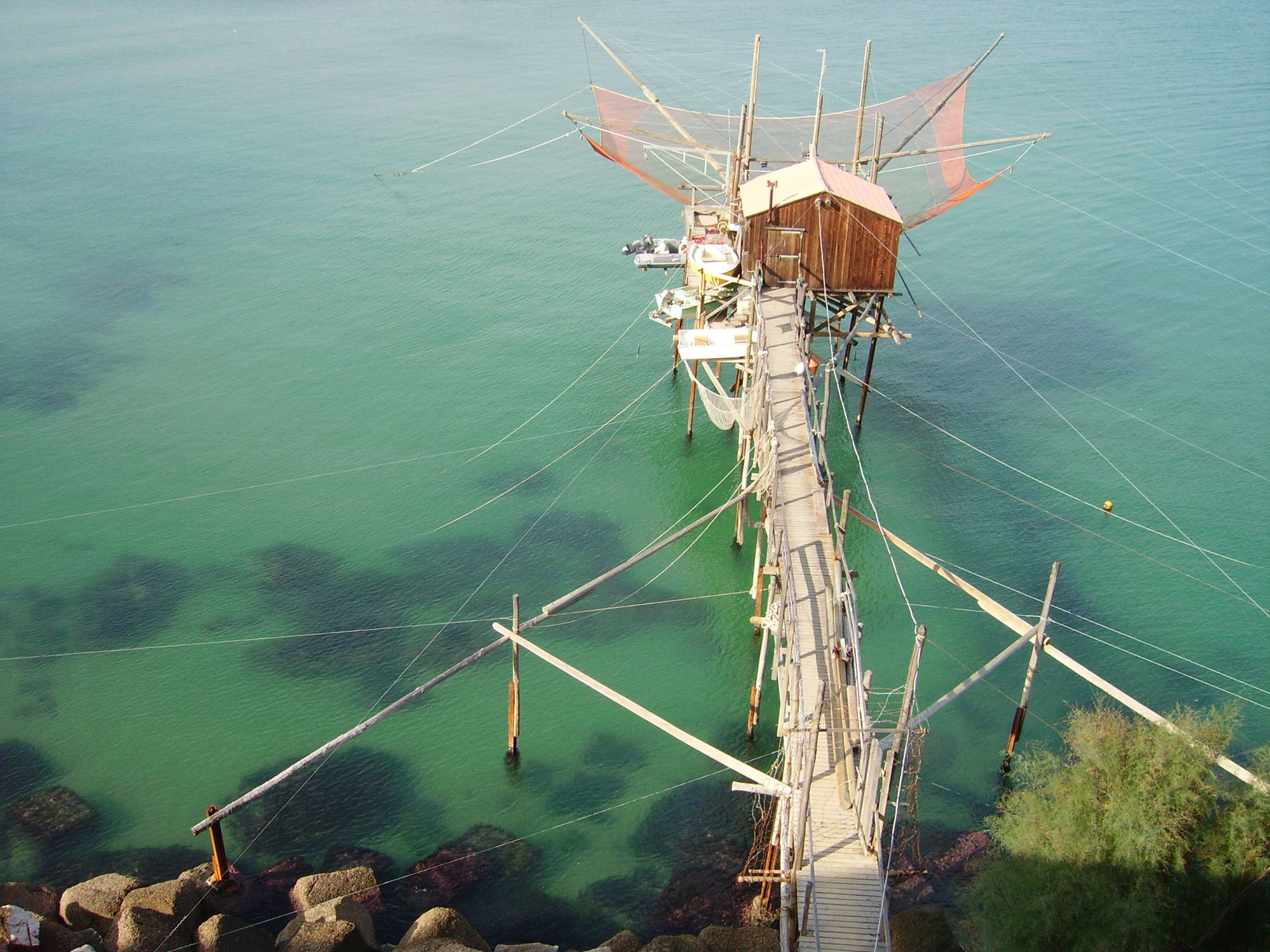
Ein Trabucco in Termoli
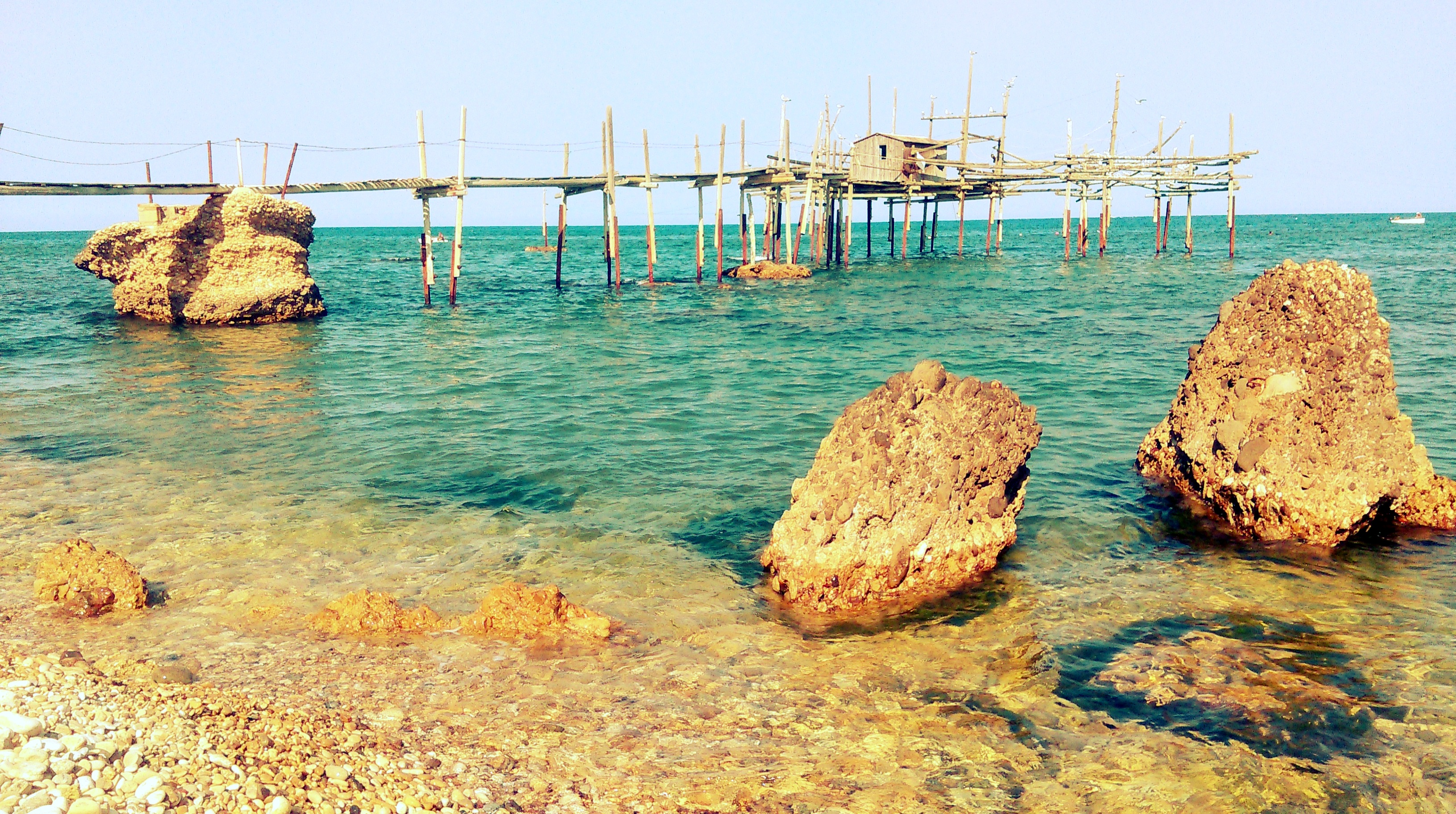